# Gérald Merceron
Pas d'image ? Cliquez ici

a Compétitions nationales et continentales officielles uniquement.

b Matchs officiels uniquement.
Dernière mise à jour le 2 août 2023.
Gérald Merceron, né le 25 février 1973 à Cognac (Charente), est un joueur international français de rugby à XV qui évolue au poste de demi d'ouverture et de demi de mêlée (1,73 m pour 76 kg).

## Biographie
Merceron annonce sa retraite à l'issue de la saison 2007-2008.
Il entraîne de 2009 à 2012 en Fédérale 2 le club de Rochefort.
En 2016, le site Rugbyrama le classe troisième parmi les 10 meilleurs joueurs de l'histoire de l'ASM Clermont Auvergne.

## Carrière

### En club
- US Cognac 1990-1993
- RC Toulon 1993-1995
- 1995-2005 : AS Montferrand
- 2005-2008 : Stade rochelais

### Entraîneur
- 2009-2012 : SA Rochefort
- 2014-2016 : RAC angérien

### En équipe nationale
Il honore sa première cape internationale en équipe de France le 3 juin 1999 contre l'équipe de Roumanie et sa dernière le 20 novembre 2003 en petite finale de la coupe du monde 2003 contre l'équipe de Nouvelle-Zélande.
Redoutable buteur, habile dans le jeu courant, il prend la place de titulaire à Christophe Lamaison dans le Tournoi des Six Nations 2001 et la perd au bénéfice de François Gelez, puis de Frédéric Michalak dans le Tournoi des Six Nations 2003. Au passage, il est titulaire dans le Tournoi des Six Nations 2002, qu'il remporte decrochant par la même occasion la tête du classement des buteurs devant Jonny Wilkinson en 2001 et Ronan O'Gara en 2003.
Ayant perdu rapidement sa place de titulaire, il aurait dû être écarté de la Coupe du Monde 2003. Mais la blessure en tournée de Yann Delaigue fera de lui la doublure de Frédéric Michalak durant la compétition.

## Palmarès

### En club
- Championnat de France de première division :
  - Finaliste (2) : 1999 et 2001
- Championnat de France de Pro D2 :
- Playoffs d’accès au Top 14: 
  - Finaliste (1) : 2007
  - Demi-finaliste (1) : 2008
- Bouclier européen :
  - Vainqueur (1) : 1999[4]
  - Finaliste (1) : 2004
- Coupe de la Ligue :
  - Vainqueur (1) : 2001
- Challenge Armand Vaquerin :
  - Vainqueur (1) : 2003

### En équipe nationale
- Vainqueur du Tournoi des Six Nations en 2002 (Grand Chelem) avec l'équipe de France.

### Personnel
- Oscars du Midi olympique :  Oscar d'Argent 2001
- Meilleur réalisateur du Tournoi des Six Nations 2002 avec 80 points.

## Statistiques en sélection nationale
- 32 sélections en équipe de France entre 1999 et 2003
- 3 essais, 3 drops, 57 pénalités, 36 transformations (267 points)
- Sélections par année : 2 en 1999, 3 en 2000, 7 en 2001, 8 en 2002, 12 en 2003

### Tournoi des Six Nations
- Tournois des Six Nations disputés : 2000, 2001, 2002, 2003

| Édition          | Rang | Résultats France | Résultats Merceron | Matchs Merceron |
| ---------------- | ---- | ---------------- | ------------------ | --------------- |
| Six Nations 2000 | 2    | 3 v, 0 n, 2 d    | 1 v, 0 n, 1 d      | 2/5             |
| Six Nations 2001 | 5    | 2 v, 0 n, 3 d    | 1 v, 0 n, 2 d      | 3/5             |
| Six Nations 2002 | 1    | 5 v, 0 n, 0 d    | 5 v, 0 n, 0 d      | 5/5             |
| Six Nations 2003 | 3    | 3 v, 0 n, 2 d    | 2 v, 0 n, 1 d      | 3/5             |

Légende : v = victoire ; n = match nul ; d = défaite ; la ligne est en gras quand il y a Grand Chelem.

### Coupe du monde
En Coupe du monde :
- 2003 : 6 sélections (Fidji, Japon, Écosse, États-Unis, Angleterre, Nouvelle-Zélande)

| Édition        | Rang      | Résultats France | Résultats Merceron | Matchs Merceron |
| -------------- | --------- | ---------------- | ------------------ | --------------- |
| Australie 2003 | Quatrième | 5 v, 0 n, 2 d    | 4 v, 0 n, 2 d      | 6/7             |

Légende : v = victoire ; n = match nul ; d = défaite.